# Pavel Antonín
Pavel Antonín (* 5. června 1962) je český lékař a politik, primář gynekologicko-porodnického oddělení nemocnice v Havlíčkově Brodě, zastupitel kraje Vysočina, v letech 2010 až 2017 poslanec zvolený za tento kraj a člen ČSSD.

## Vzdělání a profese
Lékařskou fakultu UJEP v Brně dokončil v roce 1987, kdy zároveň nastoupil na gynekologicko-porodnické oddělení v nemocnici ve Znojmě, kde působil do roku 2001. Do roku 2004 sloužil v nemocnici v Pelhřimově. Od roku 2004 vykonává funkci primáře gynekologicko-porodnického oddělení havlíčkobrodské nemocnice.

## Politická kariéra
Do ČSSD vstoupil v roce 2005. Od roku 2008 zasedá v zastupitelstvu kraje Vysočina. Ve volbách 2010 byl zvolen poslancem, přestože kandidoval až na 19. místě. Do poslaneckých lavic jej vyneslo tzv. „kroužkování.“ Je členem Výboru pro zdravotnictví.
Ve sněmovních volbách v roce 2013 úspěšně kandidoval z 11. místa – ke zvolení mu tak opět pomohlo kroužkování, které ho na Vysočině vyneslo na druhou pozici.
V komunálních volbách v roce 2014 obhájil za ČSSD post zastupitele města Havlíčkova Brodu. Ve volbách do Poslanecké sněmovny PČR v roce 2017 obhajoval svůj poslanecký mandát za ČSSD v Kraji Vysočina, ale neuspěl.